# Perambalur (stad)
Perambalur is een panchayatdorp in het district Perambalur van de Indiase staat Tamil Nadu. 

## Demografie
Volgens de Indiase volkstelling van 2001 wonen er 29.698 mensen in Perambalur, waarvan 51% mannelijk en 49% vrouwelijk is. De plaats heeft een alfabetiseringsgraad van 78%. 